# 协和广场
协和广场（法語：Place de la Concorde，法語發音：[plas də la kɔ̃kɔʁd]），是法国巴黎市中心塞纳河右岸的一个大广场，面积约8.4万平方米，同時也是當前法國最大的廣場及巴黎著名地標。
此廣場過去為法国大革命的重要地點，包括進行路易十六，王后玛丽·安托瓦内特和馬克西米連·羅伯斯比處決便在此發生。在此期間曾暫時改名為革命广场（法文：Place de la Révolution）。2024年夏季奥林匹克运动会的3x3籃球、霹雳舞、自由式小轮车和滑板比赛在此举行；2024年夏季帕拉林匹克運動會開幕禮在也在此舉行。

## 廣場

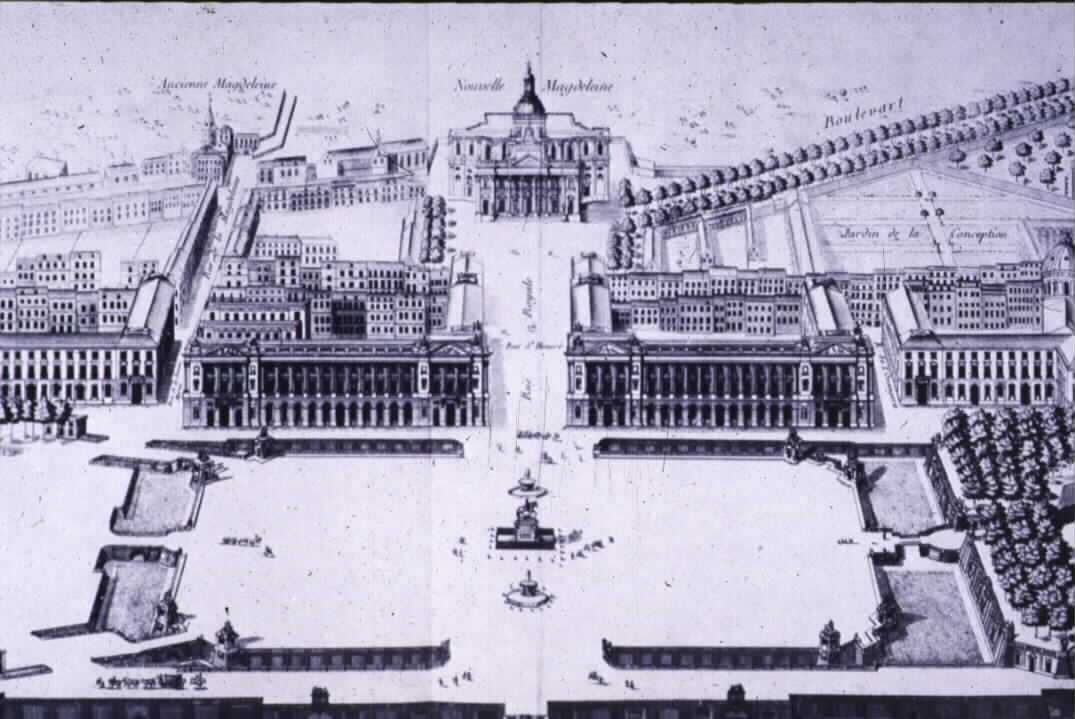
昂熱-雅克·加布里埃的設計圖

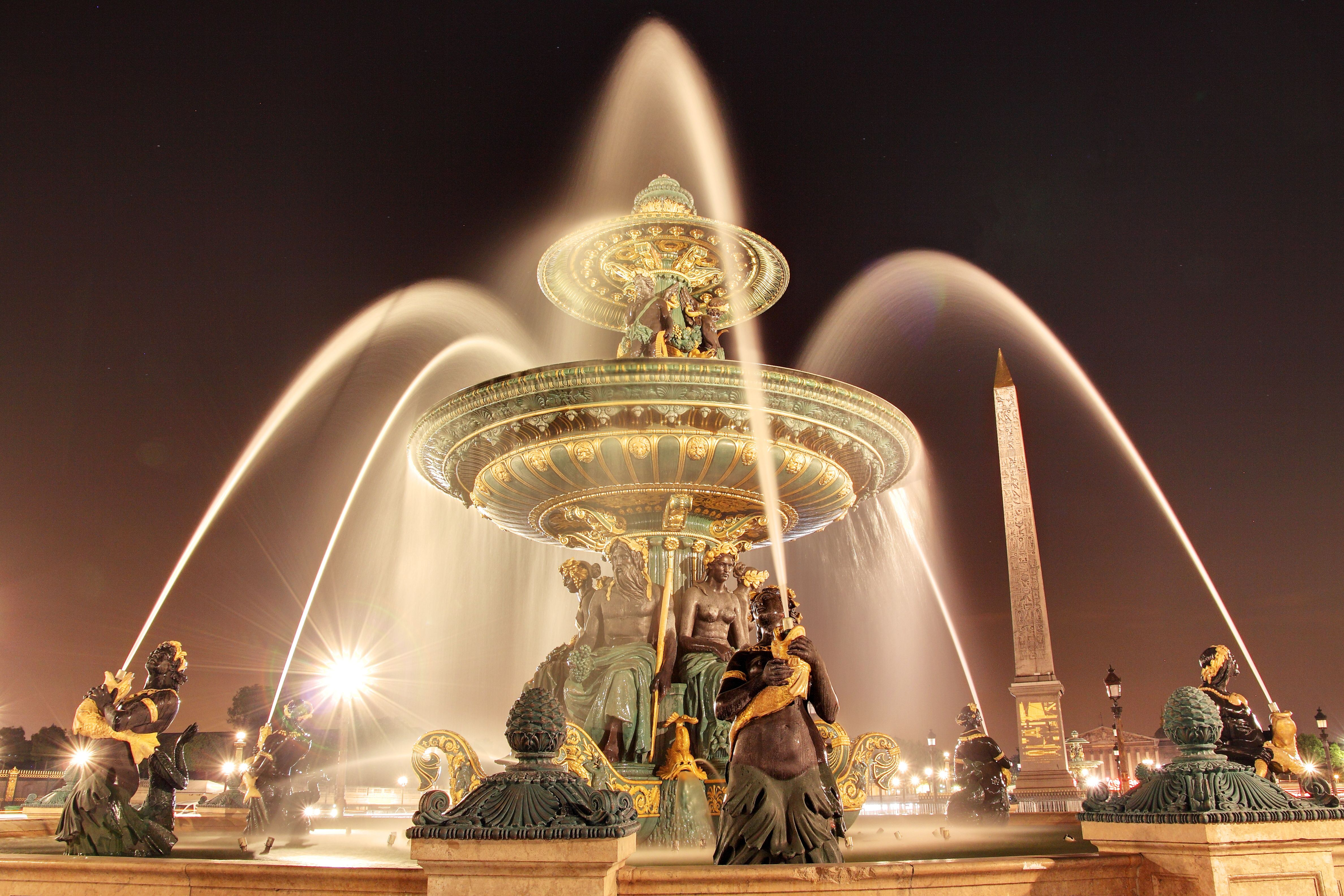
协和广场上的河流噴泉。

协和广场由昂熱-雅克·加布里埃爾于1755年设计，始建于1757年,是一个由护城河环绕的八角形，介于西面的香榭丽舍大街和东面的杜伊勒里宫之间。广场上充满了雕塑和喷泉，1763年以当时的国王命名为路易十五广场（Place Louis XV）。1748年，广场上竖立起国王的骑马雕像。
在广场北侧的皇家路两侧，当时兴建了两座式样相同的壮丽的大厦，它们能列入这一时期最优秀的建筑实例之列。最初它们都用作政府机构，东侧的一座用作法国海军部，但是西侧的那座在建成之后不久即开设了豪华的克里雍大饭店（至今仍在营业），王后玛丽·安托瓦内特在此消磨下午的时光，并学习钢琴课程。这座酒店在第二次世界大战期间被用作德国占领军总部。
法国大革命期间，路易十五雕像被推倒，广场也改名革命广场。当时贵族阶层和资产阶级成员接受款待，在格列夫广场观看宣判有罪的囚犯活着被肢解，新的革命政府在革命广场立起了断头台，断头台前经常聚集着喝彩的人群。1793年1月21日，第一位，法国国王路易十六，在革命广场被处决。在这里上断头台的重要人物还有：王后玛丽·安托瓦内特、伊莉莎白夫人、夏绿蒂·科黛、杜巴利伯爵夫人、乔治·雅克·丹敦、卡米尔·德穆兰、安托万-洛朗·德·拉瓦锡、马克西米连·罗伯斯庇尔、路易·德圣茹斯特和奥兰普·德古热。
断头台在恐怖统治期间最为繁忙。1794年夏天，在一个月内处死了超过1,300人。一年后，当革命变得较为温和时，从广场上移走了断头台。在1795-1799年的督政府时期，这座广场更名为协和广场，作为在法国革命的混乱之后表示出的民族和解的姿态 。在19世纪，这座广场又曾经更名数次，但是最终还是定名为协和广场。
广场周围由雕塑和喷泉环绕，另有8座雕像，代表法国8座主要城市（里爾、斯特拉斯堡、里昂、馬賽、波爾多、南特、布雷斯特和魯昂）。1870-1871年普法战争后，阿尔萨斯和洛林被割让给德国，于是斯特拉斯堡雕像被蒙上了黑纱，常有花环装饰，直到第一次世界大战后法国收回这一地区。

## 方尖碑

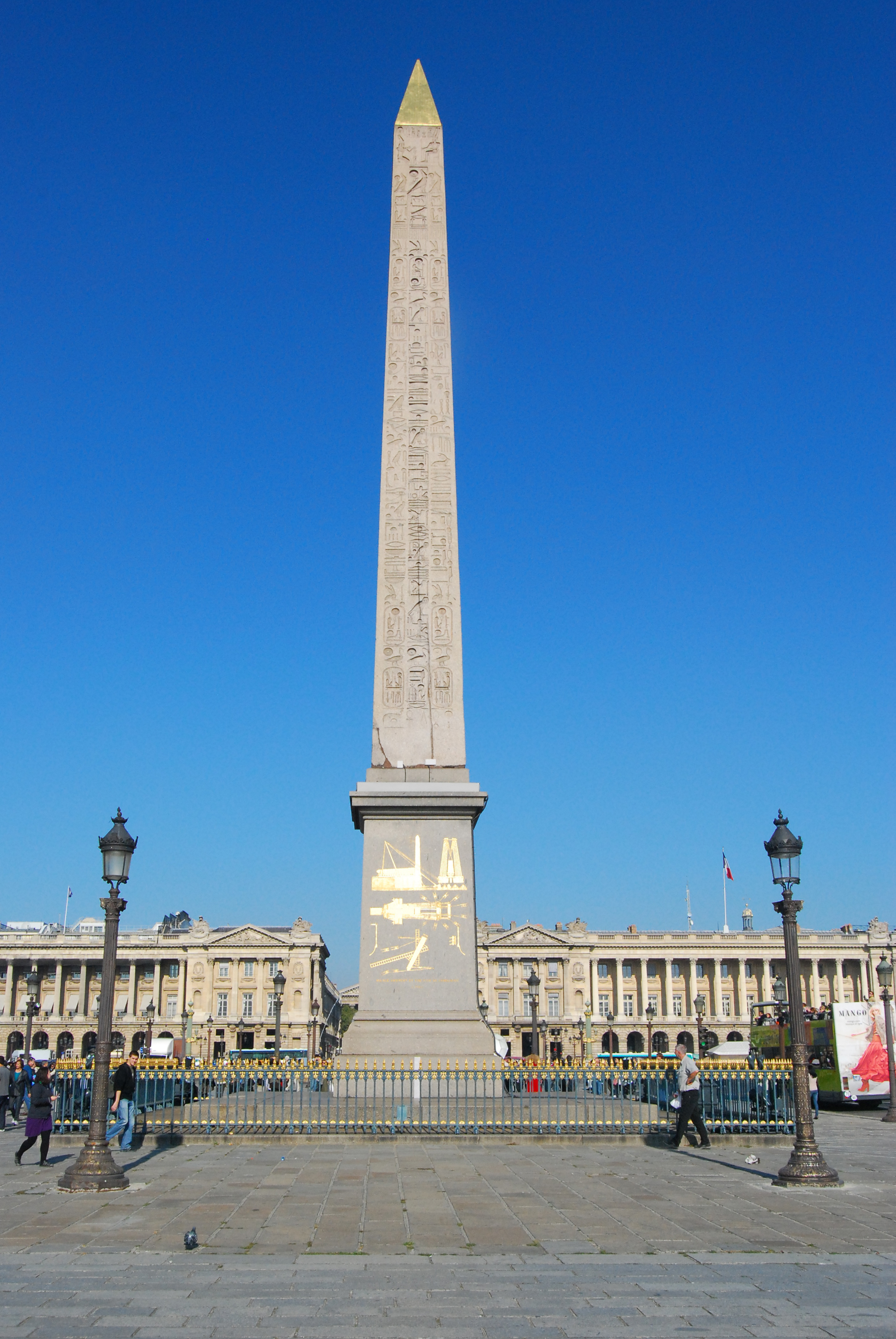
盧克索方尖碑

廣場的中心擺放著巨大的埃及方尖碑，上頭裝飾著象形文字讚揚法老王拉美西斯二世的統治。他是十九世紀埃及政府送給法國的兩個方尖碑之一。另一個仍留在埃及因為以當時的技術來說這太困難且太重以致於不能運到法國。1990年代，法國總統弗朗索瓦·密特朗把第二個方尖碑歸還給埃及政府。
方尖碑曾經豎立在盧克索神廟的入口處。1829年，鄂圖曼帝國的埃及總督穆罕默德·阿里把3300年的盧克索方尖碑送給法國。方尖碑在1833年12月21日抵達巴黎，三年之後，1836年10月25日，法王路易菲利浦將它豎立在協和廣場的中央，廣場在法國革命時期曾經豎立斷頭台。
方尖碑為一紅色花崗岩柱，高23米（包含基座），重達250公噸。以當時的技術來說，運送它不是件容易的事，在基座描繪的圖，解釋著用來運送的機械裝置。方尖碑兩個側面有噴水池，建於方尖碑豎起於廣場的同時。
由於原始的尖頂遺失了，1998年法國政府在方尖碑的頂端加上了金色的金字塔尖頂。

## 協和噴泉

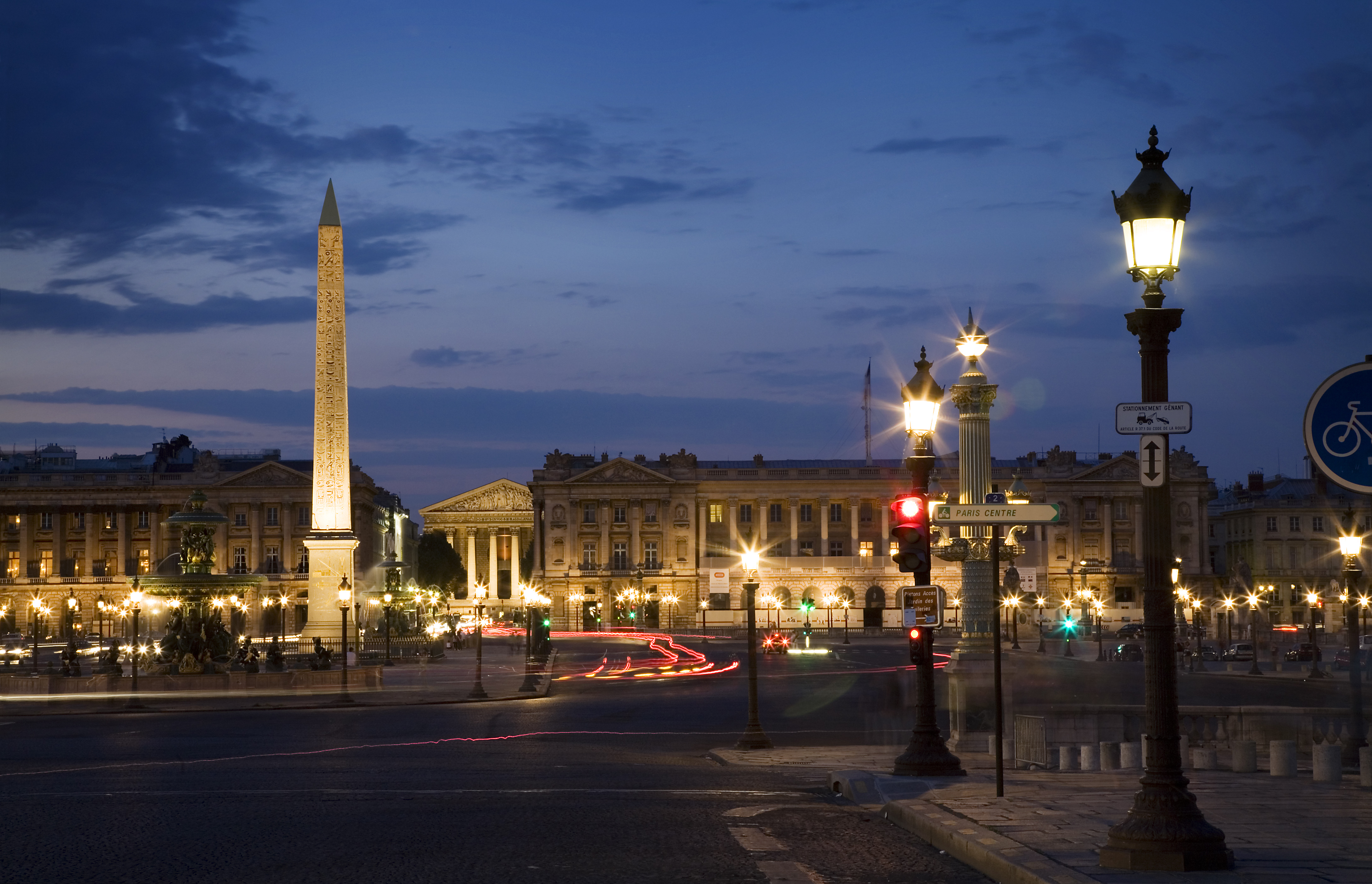
協和廣場

協和廣場的兩座噴泉是在路易-菲利普時期所建造，由法國美術學院的學生雅克·伊格納斯·希托夫（法文：Jacques Ignace Hittorff）所設計的作品，噴泉以河流和海洋為主，在南北軸線上與盧克索方尖碑和皇家街對齊，噴泉本身的形式則是受到羅馬噴泉的影響。
其中南面靠近塞納河的是海上噴泉(法文：navigation maritime)，代表法國的海洋精神。巨大的半裸雕塑代表地中海和大西洋。其他雕塑代表海洋產業，還有珊瑚、魚、貝殼和珍珠等。
北面靠近馬德萊娜教堂的是河流噴泉（法文：navigation fluviale），巨大的雕塑代表羅納河和萊茵河。其他雕塑則代表法國的主要農產品：小麥和葡萄；花卉和水果。上方的雕塑則代表法國的內河航運、農業和工業。

## 鄰近地標
协和广场的南面是塞纳河，河上以协和桥与左岸的波旁宫（法国国民议会所在地）相通；广场的东面与卢浮宫之间是杜伊勒里花園，曾是法国的王宫，1871年被巴黎公社焚毁。花园内建有国立网球场现代美术馆和橘園美術館；广场的西面是香榭丽舍大街的东部起点，沿此路可直通巴黎凯旋门所在的戴高乐广场；广场的北面是两座式样相同的建筑：东面的法国海军部和西面的克里雍大饭店，中间夹着的是皇家路，向北通往马德莱娜教堂。美国駐法大使馆位于广场西北角，加百列大街（Avenue Gabriel）和Rue Boissy d'Anglas路的交叉路口。协和广场的东北角是里窝利路的西端。

### 圖片

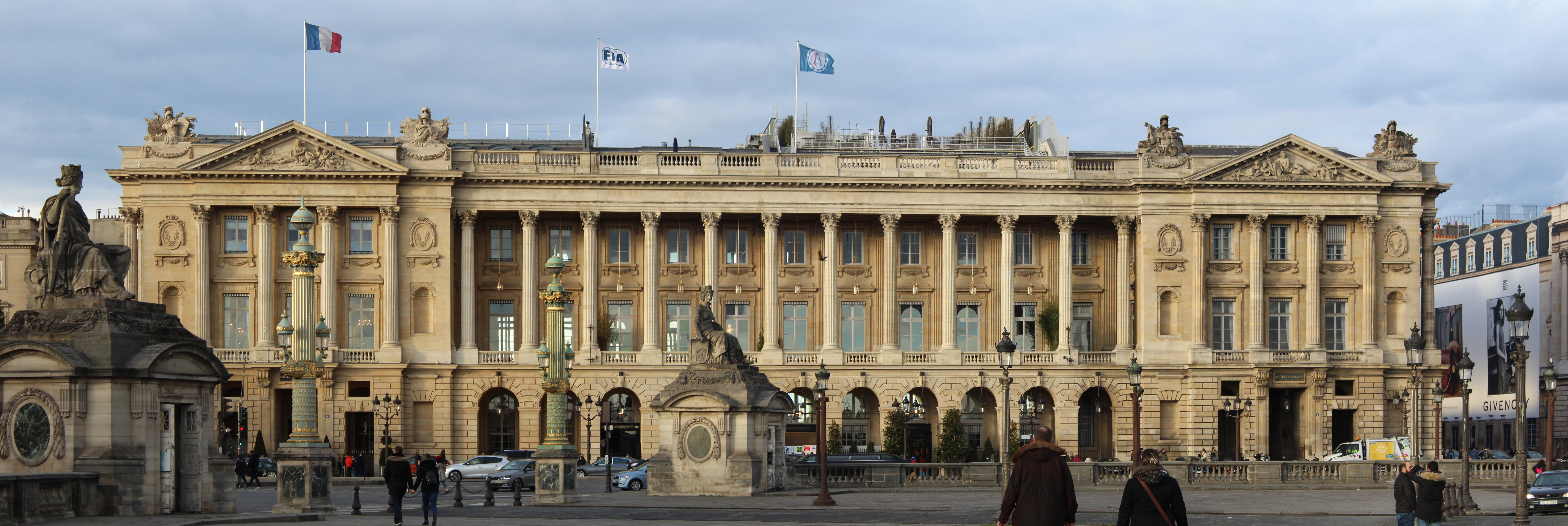
克里雍大饭店
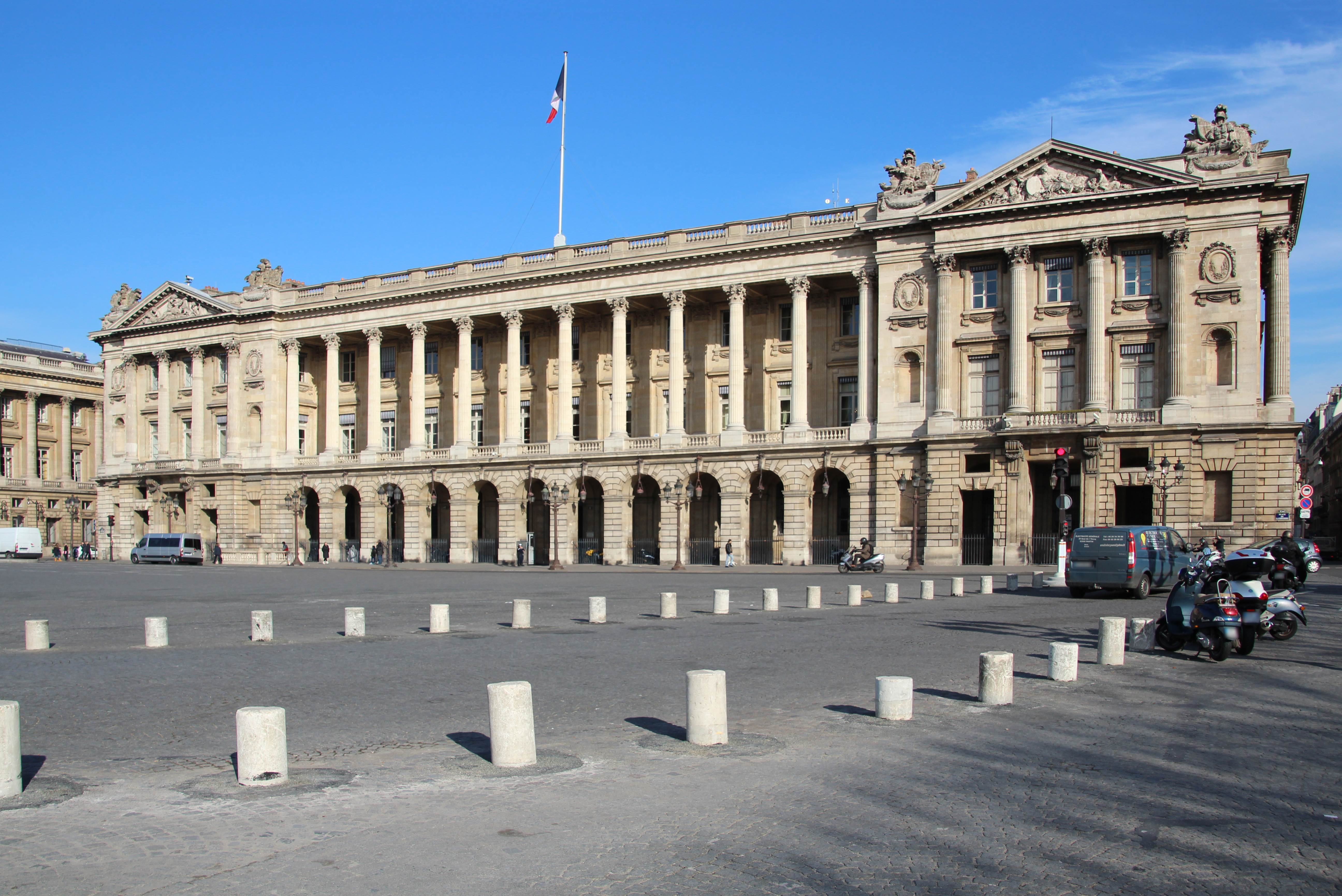
海軍府
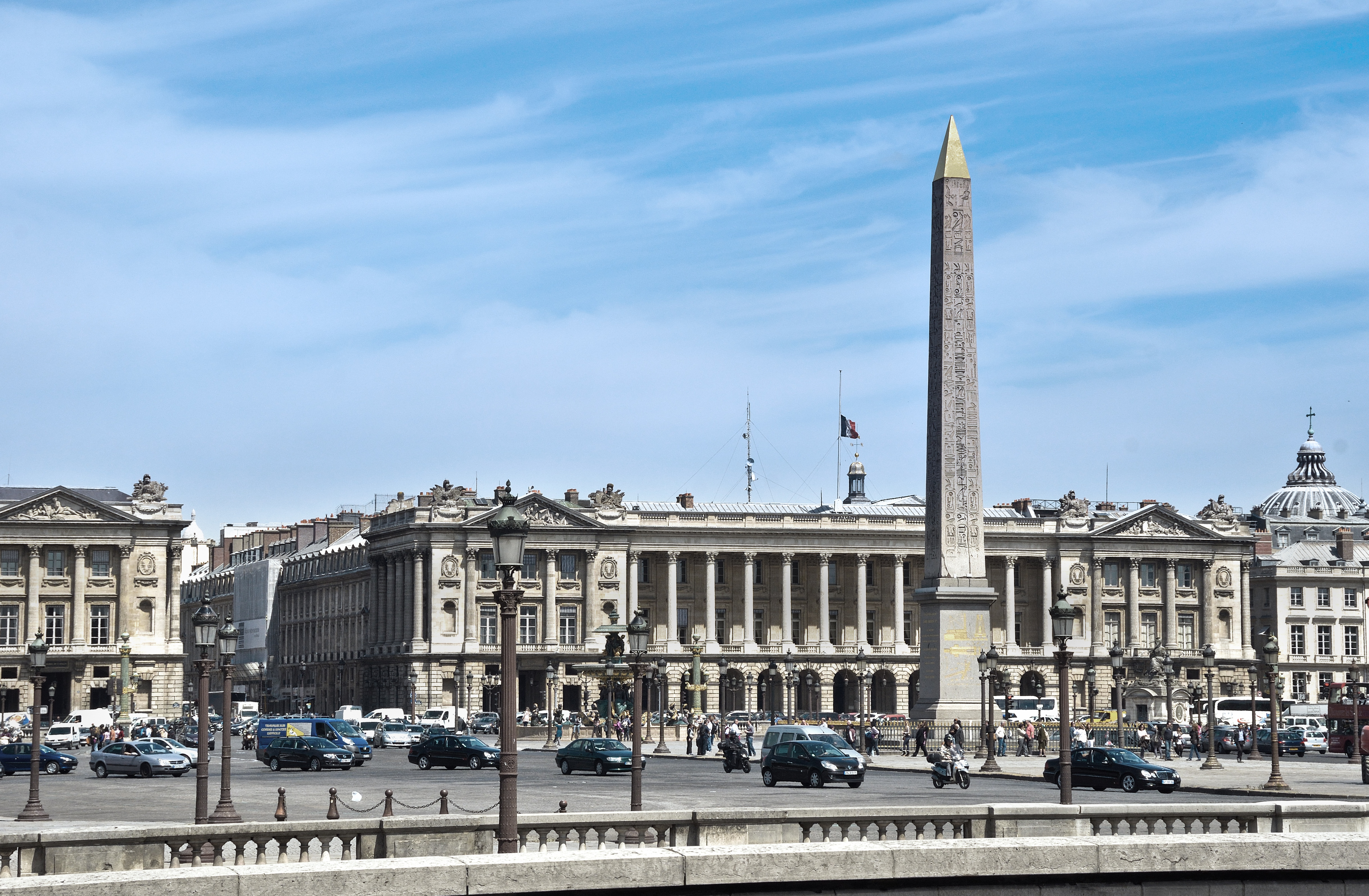
2011年的协和广场
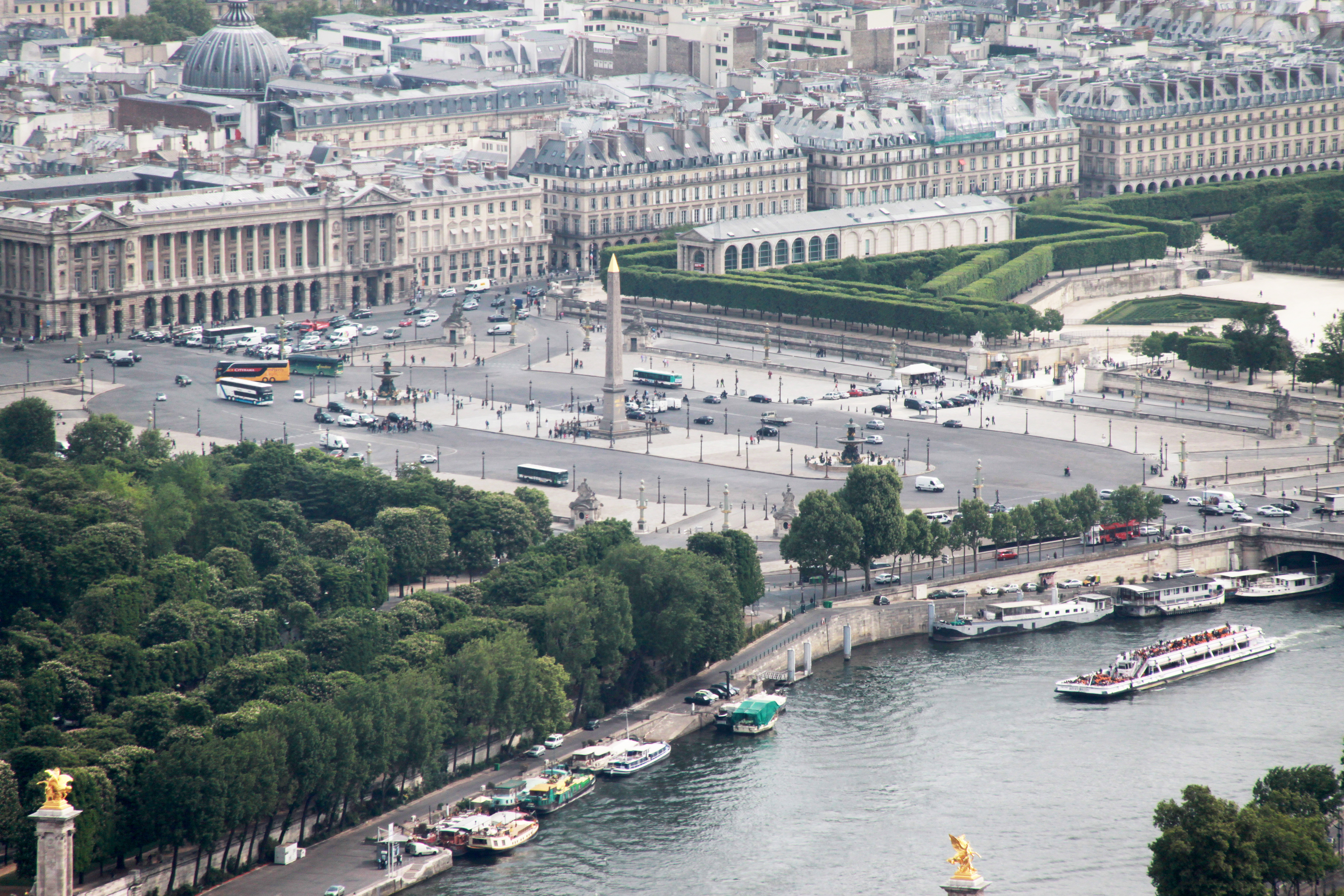
2011年艾菲爾鐵塔所見的協和廣場

## 外部連結
- Images of the Place: Series of images of the Place de la Concorde from the 18th to the 20th century
- Place de la Concorde Audioguide （页面存档备份，存于）
- Place de la Concorde （页面存档备份，存于）
- Satellite image from Google Maps （页面存档备份，存于）
- Color picture from 1917
- Photos and Info （页面存档备份，存于）
- The obelisk from the Luxor Temple （页面存档备份，存于）